# Дескриптивна статистика
Дескриптивна статистика (у значењу именице броја) је збирна статистика која квантитативно описује или сумира карактеристике из збирке информација, док је дескриптивна статистика (у масовном именском значењу) процес коришћења и анализе тих статистика. Дескриптивна статистика се разликује од инференцијалне статистике (или индуктивне статистике) по томе што има за циљ да сумира узорак, а не да користи податке за учење о популацији за коју се сматра да узорак података представља. Ово генерално значи да дескриптивна статистика, за разлику од инференцијалне статистике, није развијена на основу теорије вероватноће, и да је често непараметарска статистика. Чак и када анализа података доноси своје главне закључке користећи инференцијалну статистику, генерално се такође приказује дескриптивна статистика. На пример, у радовима који извештавају о људским субјектима, обично је укључена табела која даје укупну величину узорка, величине узорка у важним подгрупама (нпр. за сваки третман или групу изложености) и демографске или клиничке карактеристике као што су просечна старост, пропорција испитаника сваког пола, пропорција субјеката са сродним коморбидитетима, итд.
Неке мере које се обично користе за описивање скупа података су мере централне тенденције и мере варијабилности или дисперзије. Мере централне тенденције обухватају средњу вредност, медијану и модус, док мере варијабилности укључују стандардну девијацију (или варијансу), минималне и максималне вредности варијабли, куртозис и скјунис.
Дескриптивна статистика је обично први корак у анализи података, а служи за описивање прикупљених података. Дескриптивна статистика обично претходи статистичком закључивању и предвиђању, али може бити и крајњи циљ статистичке анализе. Извођењем закључака се бави друго подручје статистике које се зове статистика закључивања. Најчешће коришћене процедуре у дескриптивној статистици су графичко и табеларно приказивање података и израчунавање мера централне тенденције и варијабилитета. Већина аутора сврстава мере корелације и асоцијације варијабли у дескриптивну статистику, јер описују везу између две или више варијабле.

## Коришћење у статистичкој анализи
Дескриптивна статистика пружа једноставне резимее о узорку и о запажањима која су направљена. Такви резимеи могу бити или квантитативни, тј. збирни статистички подаци, или визуелни, тј. једноставни за разумевање графикони. Ови резимеи могу или чинити основу за почетни опис података као део опсежније статистичке анализе, или могу сами по себи бити довољни за одређено истраживање. На пример, проценат шута у кошарци је дескриптивна статистика која сумира учинак играча или тима. Овај број је број направљених шутева подељен бројем узетих шутева. На пример, играч који шутира 33% убацује приближно један шут у свака три. Проценат сумира или описује више дискретних догађаја. Узмите у обзир и просек оцена. Овај појединачни број описује општи учинак ученика у читавом низу њихових искустава на курсу.
Употреба дескриптивне и збирне статистике има дугу историју и заиста, једноставно табеларно приказивање становништва и економских података било је први начин на који се појавила тема статистике. У скорије време, колекција техника сумирања је формулисана под насловом истраживачке анализе података: пример такве технике је дијаграм.
У пословном свету, дескриптивна статистика пружа користан сажетак многих врста података. На пример, инвеститори и брокери могу да користе историјски приказ понашања приноса вршећи емпиријске и аналитичке анализе својих инвестиција како би донели боље одлуке о улагању у будућности.

### Униваријантна анализа
Униваријантна анализа укључује описивање дистрибуције једне варијабле, укључујући њену централну тенденцију (што укључује средњу вредност, медијану и модус) и дисперзију (укључујући опсег и квартиле скупа података, као и мере ширења као што су варијанса и стандардна девијација). Облик дистрибуције се такође може описати преко индекса као што су нагнутост и ексцес. Карактеристике дистрибуције променљиве такође могу бити приказане у графичком или табеларном формату, укључујући хистограме и приказ стабљике и листа.

### Биваријантна и мултиваријантна анализа
Када се узорак састоји од више од једне варијабле, дескриптивна статистика се може користити за описивање односа између парова варијабли. У овом случају, дескриптивна статистика укључује:
- Унакрсне табеле и табеле за непредвиђене ситуације
- Графичко представљање преко дијаграма расејања
- Квантитативне мере зависности
- Описи условних расподела

Главни разлог за разликовање униваријантне и биваријантне анализе је тај што биваријантна анализа није само једноставна дескриптивна анализа, већ описује и однос између две различите варијабле. Квантитативне мере зависности укључују корелацију (као што је Пирсонов р када су обе варијабле непрекидне, или Спирманов ро ако једна или обе нису) и коваријанса (која одражава скале на којима се варијабле мере). Нагиб, у регресионој анализи, такође одражава однос између варијабли. Нестандардизовани нагиб указује на промену јединице у променљивој критеријума за једну јединичну промену у предиктору. Стандардизовани нагиб указује на ову промену у стандардизованим јединицама (з-скор). Веома искривљени подаци се често трансформишу узимањем логаритама. Употреба логаритама чини графиконе симетричнијим и сличнијим нормалној расподели, што их чини лакшим за интуитивно тумачење.